# Festivali i Këngës 33
Festivali i Këngës 33 var den 33:e upplagan av Festivali i Këngës, en musikfestival, som hölls under fyra nätter, den 20, 21, 22 och 22 december 1994 i Pallati i Kongreseve i Tirana i Albanien. Värdar för programmet var Reiz Çiço och Doris Petrela. Vinnare blev Mira Konçi med låten "“Të sotmen jeto”". Låten komponerades av Shpëtim Saraçi med text av Alqi Boshnjak.